# ميلنر غراي
ميلنر غراي (بالإنجليزية: Milner Gray)‏ هو سياسي بريطاني (وحمل سابقاً جنسية المملكة المتحدة لبريطانيا العظمى وأيرلندا)، ولد في 1871، وتوفي في 10 أبريل 1943. حزبياً، نشط في الحزب الليبرالي. في الانتخابات العامة في المملكة المتحدة 1929 ‏، انتخب عضو برلمان المملكة المتحدة الـ35 عن دائرة وسط بيدفوردشير (30 مايو 1929 – 7 أكتوبر 1931).